# هتل کالیفرنیا (فیلم ۲۰۰۸)
«هتل کالیفرنیا» (انگلیسی: Hotel California (2008 film)) فیلمی در ژانر مهیج است که در سال ۲۰۰۸ منتشر شد. از بازیگران آن می‌توان به اریک پالادینو، تایسن بکفورد، و تاتیانا علی اشاره کرد.